# Maxime Weygand
Maxime Weygand ([vɛɡɑ]; 21. ledna 1867 – 28. ledna 1965) byl francouzský generál bojující v první i druhé světové válce a ministr obrany ve vichistické vládě.

## Život
Maxime Weygand se narodil v Belgii, vyrůstal ve Francii a v roce 1887 absolvoval vojenskou akademii Saint-Cyr v Paříži. Poté se stal instruktorem na škole jezdectva v Saumuru. Za první světové války sloužil Weygand jako štábní důstojník generála Ferdinanda Foche. Poté působil jako poradce Poláků během polsko-sovětské války a později jako Vysoký komisař Levanty. V roce 1931 byl Weygand jmenován náčelníkem štábu francouzské armády, kde působil až do svého odchodu na odpočinek v roce 1935, kdy mu bylo 68 let.
V květnu 1940 byl Weygand povolán zpět do aktivní služby a během německé invaze převzal velení francouzské armády. Po sérii vojenských neúspěchů doporučil příměří a Francie poté kapitulovala. Vstoupil do vichistické vlády Philippe Pétaina jako ministr obrany a sloužil až do září 1940, kdy byl pověřen velením ve francouzské severní Africe. Weygand upřednostňoval pouze omezenou spolupráci s Německem a byl na Hitlerovu žádost propuštěn ze své funkce v listopadu 1941. Po spojenecké invazi do severní Afriky v listopadu 1942 byl Weygand Němci zatčen a vězněn na rakouském zámku Itter až do května 1945. Po návratu do Francie byl internován jako kolaborant ve Val-de-Grâce, ale byl v roce 1946 propuštěn a v roce 1948 zbaven obvinění. Zemřel v lednu 1965 v Paříži ve věku 98 let.